# Хейман, Джулия
Джулия Хейман (англ. Julia R. Heiman) — американский сексолог и психолог, пятый директор Института Кинси по исследованию секса, гендера и репродукции при Университете Индианы в Блумингтоне. Получила этот пост после ухода Джона Бэнкрофта. Директорствует с 2004 года по настоящее время.

## Биография
Джулия Хейман окончила Университет Аризоны в Тампе, штат Аризона в 1970 году, получив степень бакалавра искусств в области психологии. В 1975 году она защитила докторскую диссертацию и получила степень доктора философии (Ph.D) в области клинической психологии в Университете Стоуни-Брук.